# جورجیا سیمرلینگ
جورجیا سیمرلینگ (انگلیسی: Georgia Simmerling؛ زادهٔ ۱۱ مارس ۱۹۸۹) دوچرخه‌سوار و اسکی‌باز اسکی آلپاین زن اهل کانادا است.
وی در مسابقات کشوری و بین‌المللی در مجموع برندهٔ ۱ مدال نقره، ۱ مدال برنز شده‌است.